# ثقافة بنجابية
تشمل الثقافة البنجابية الطبخ والعلوم والتقنية والحروب العسكرية والهندسة المعمارية والتقاليد والقيم وتاريخ الشعب البنجابي.

## العصر الحديث
بسبب انتشار أعداد كبيرة من البنجابيين في أنحاء العالم وخاصة في باكستان والهند، فإن الكثير من الناس على نحو متزايد تعرفوا على الثقافة وتأثروا بها.أصبحت الثقافة البنجابية التقليدية أكثر قوة وتوسعاً في العالم الغربي مثل الولايات المتحدة وبريطانيا والإتحاد الأوروبي وكندا وأستراليا وغيرها وذلك على نطاق واسع يتضمن الفلسفة البنجابية والشعر والروحانيات والتعليم والفن والموسيقى والطبخ والهندسة المعمارية وغيرها.
أتى الناس من مختلف اللغات والثقافات والأعراف والأعراق إلى البنجاب لأسباب مختلفة.وقد تأثر هؤلاء المهاجرين بالثقافة البنجابية.

## الموسيقى البنجابية
«البانغرا» هي إحدى أنواع الفنون الموسيقية البنجابية التي كثر مُستمعيها من الغرب وأصبحت الوجهة المفضلة لديهم.استخدم الموسيقيون الغربيون الموسيقى البنجابية بأكثر من طريقة وذلك مثل مزجها مع مؤلفات غيرها لإنتاج موسيقى حائزة على جوائز. أيضاً، فقد اشتهرت الموسيقى البنجابية الكلاسيكية في الغرب على نحو متزايد.

## الرقصات البنجابية
بسبب التاريخ الطويل للثقافة البنجابية والشعب البنجابي فإن هنالك عدد كبير من الرقصات وعادة ما تُؤدى في المناسبات مثل مواسم الحصاد والمهرجانات وحفلات الزفاف.ومن الممكن أن يكون أساس هذه الرقصات ديني أو لاديني.يتراوح النطاق العام للرقصات من الأعلى نشاطا مثل «بانقرا» وهي رقصة خاصة بالرجال إلى الأكثر حشمة «جومار» و«جِيدا» وهي رقصات خاصة بالنساء.

## الزواجات البنجابية
تقليديا، تجرى تقاليد ومراسم الزواجات البنجابية باللغة البنجابية وهي انعكاس قوي للثقافة البنجابية. في حين قد تجرى المراسم الدينية الحقيقة بين المسلمين والهندوس والسيخ والجاينية باللغة العربية أو البنجابية أو السنسكريتية من خلال القاضي أو الكاهن أوالقرانثي أو القس.وهناك عدة قواسم مشتركة في الطقوس والغناء والرقص والأكل واللباس.كما أن هنالك تطورات منذ العصور التقليدية للطقوس والمراسم للزواجات البنجابية.

## المطبخ البنجابي
لدى المطبخ البنجابي عددٌ هائل من الأطباق وأصبح الرائد عالمياً في هذا المجال، لدرجة أن روّاد الأعمال الذين استثمروا في هذا القطاع كسبوا ثروات شخصية كبيرة نظراً لشعبية المطبخ البنجابي في جميع أنحاء العالم.وتعد «سارسو كاساج» و «ماكي دي روتي» أمثلة على أطباق شهيرة. «تشولي بنتشر» أيضا من ضمن الأطباق الشهيرة في المطبخ البنجابي.
هناك أيضاً مأكولات شهيرة مثل خبز النان والدجاج بالزبدة والمتر بينير والدجاج التندوري والسمبوسة والباكورا. كما يضاف الزبادي كطبق إضافي لمعظم الأطباق. وعلى الرغم من أن هناك أنواع مختلفة من الحلويات إلا أن«الراسقيولا» و«البارفي» و«القيولاب جاميون» يعدون الأشهر.

## الأدب البنجابي
تشتهر الأشعار البنجابية بمعناها العميق، وجمالها، وإثارتها، والاستخدام التفاؤلي للكلمات.كما أن الشعر يعد واحداً من أوضح الأشياء لمعاينة العقلية البنجابية. ويُترجم عدد كبير من الأشعار في جميع أنحاء العالم إلى لغات عديدة.وهناك عدة أشعار مشهورة، وواحدة من أهم الأدبيات في الأدب البنجابي هي «جورو جرانث صاحب».

## اللباس البنجابي
اللباس التقليدي للرجال في البنجاب هو «الكرتا والتيهامت» والذي تم استبداله بـ«الكرتا والبجامة» خصوصاً الزي المكتساري في الهند.أما الزي التقليدي للنساء فهو طقم«السالوار» والذي استبدَل «القاقرا» البنجابية التقليدية.

## معرض صور

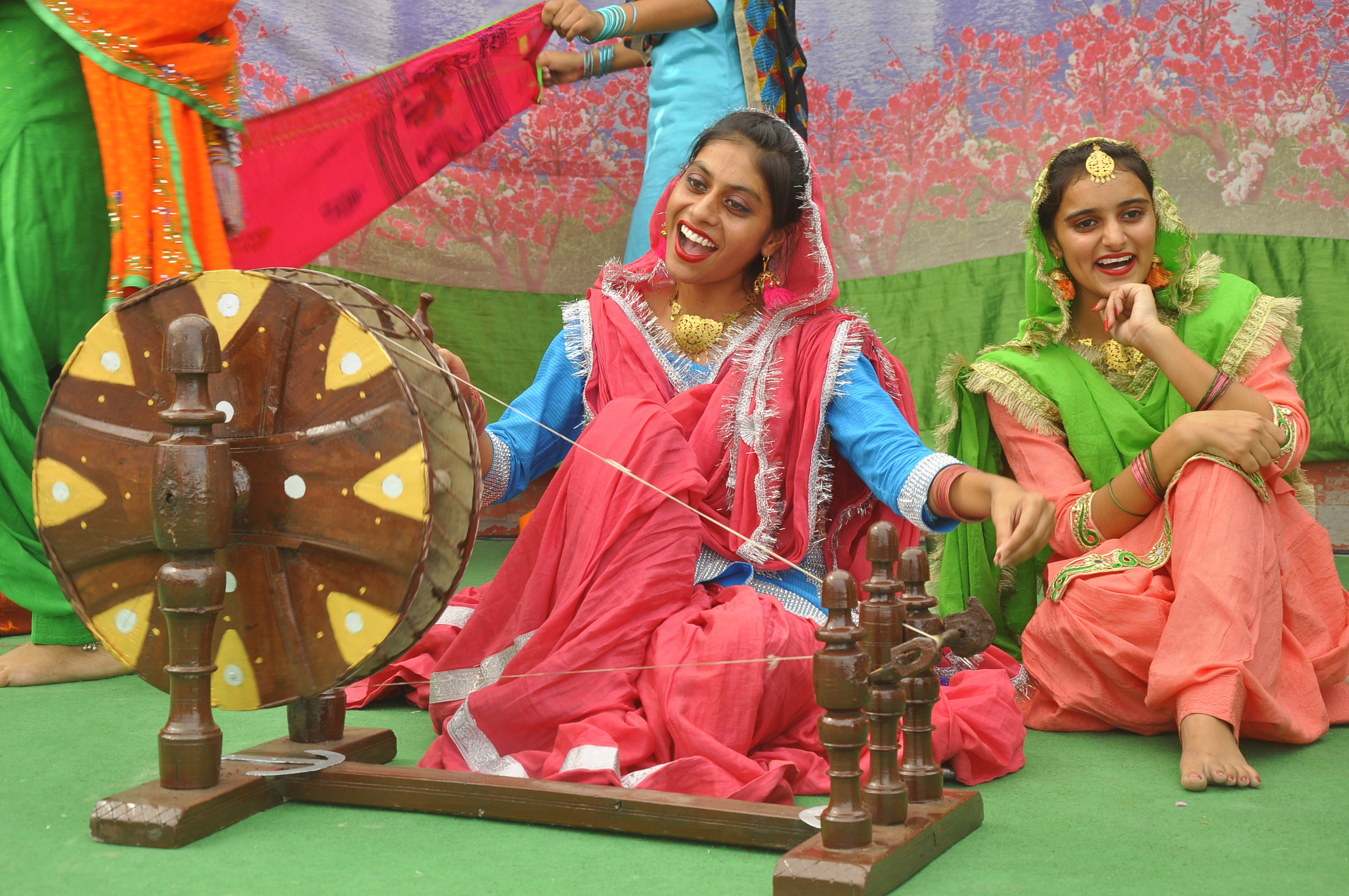
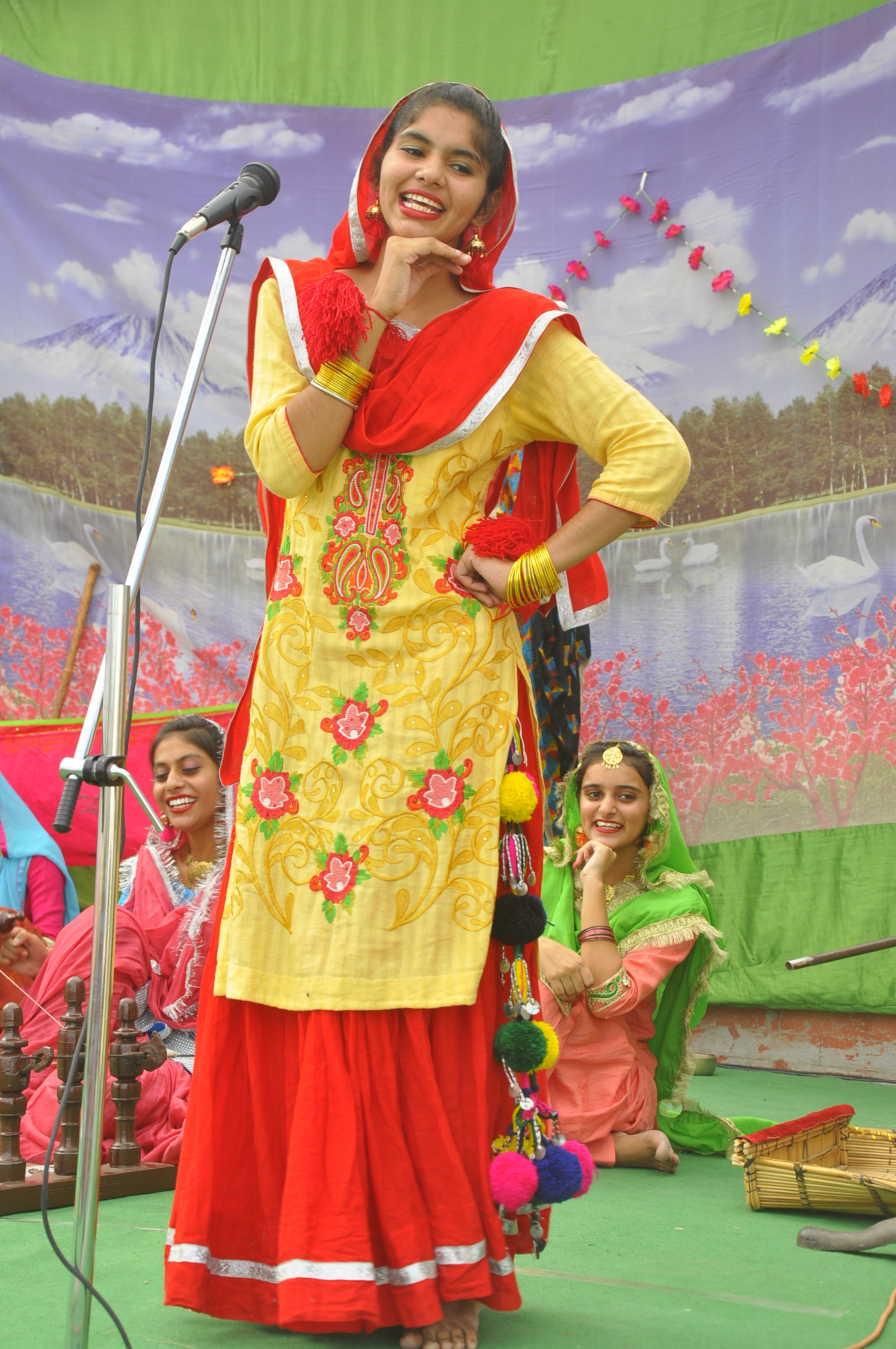
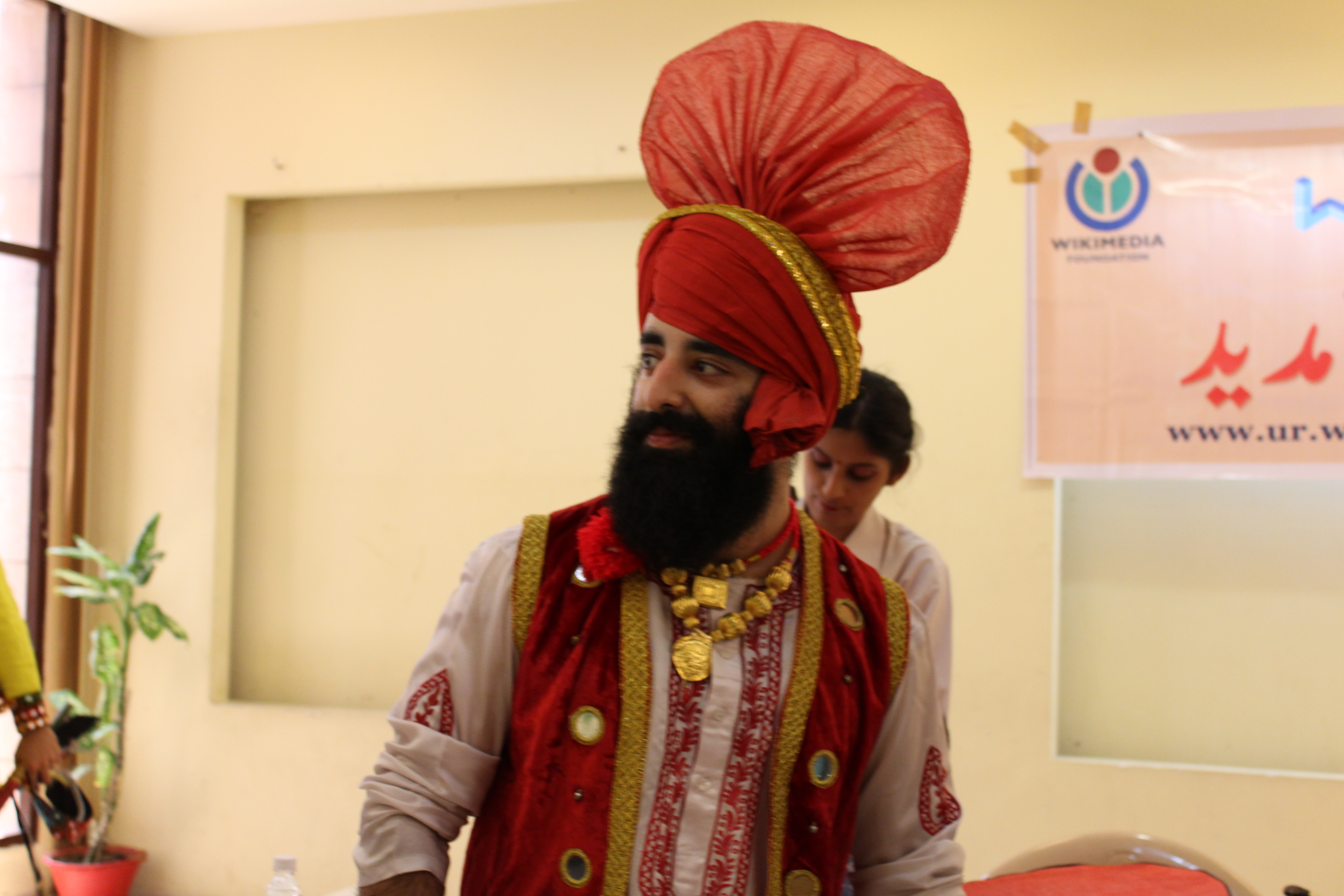
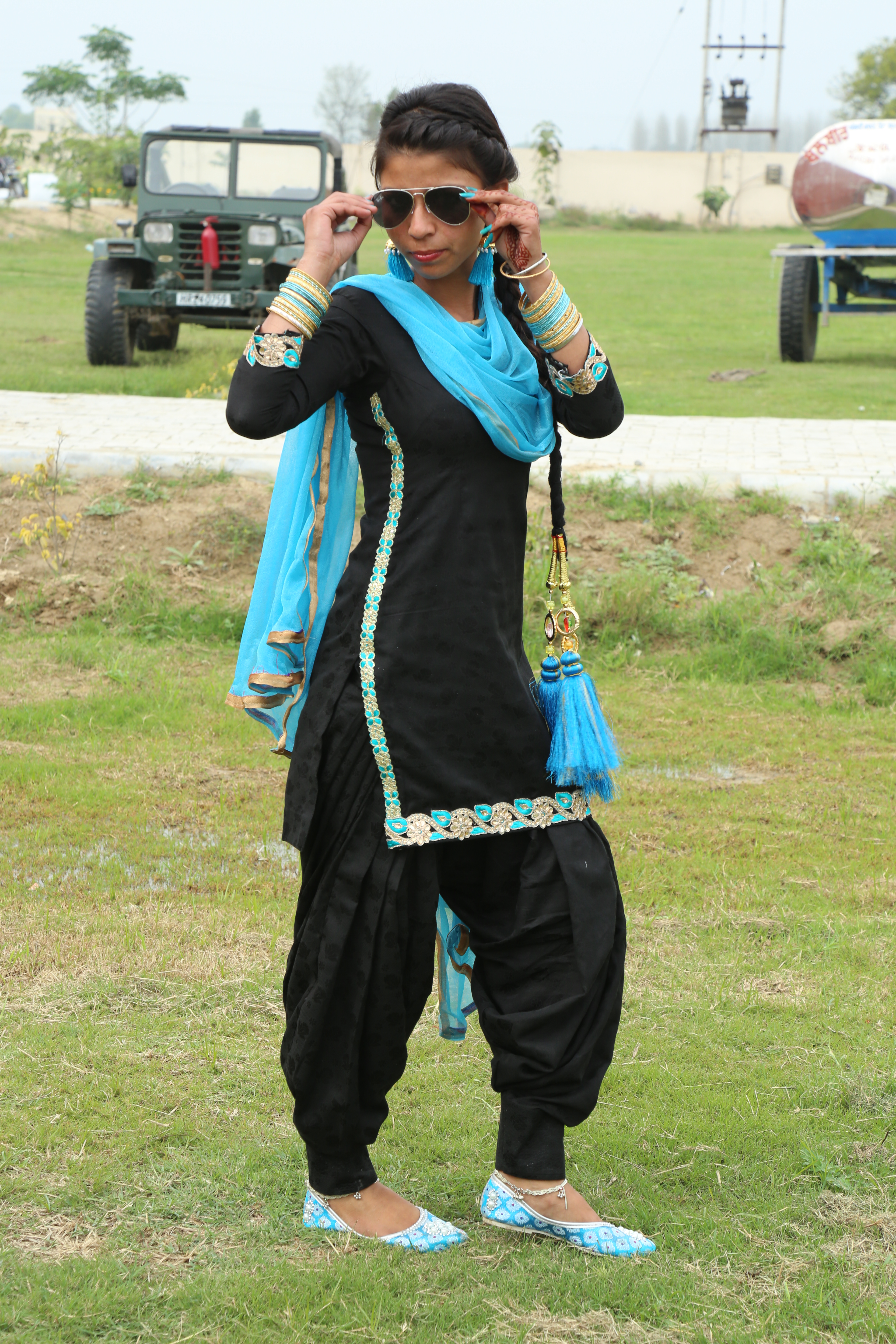